# ゼルスハイム
ゼルスハイム (ドイツ語: Sersheim) は、ドイツ連邦共和国バーデン＝ヴュルテンベルク州シュトゥットガルト行政管区のルートヴィヒスブルク郡に属す町村（以下、本項では便宜上「町」と記述する）である。この町は、シュトゥットガルト地域（1992年まではミットレラー・ネッカー地域）およびシュトゥットガルト大都市圏に含まれる。ゼルスハイムは、シュトゥットガルトの北西約 25 km、ファイインゲン・アン・デア・エンツの北東約 5 kmに位置している。この町にはゼルスハイムの他に地区はない。

## 地理

### 位置
ゼルスハイムは、シュトロムベルクの南周辺部メッター川沿いに位置している。メッター川は北西からこの町に入って向きを変え、東に向かって流れる。西から流れてきたアイシュバッハ川がメッター川に合流する。アイシュバッハ川は、町の中心部では暗渠化されている。町域は、北はシュトムベルク、南はメッター川とエンツ川にはさまれた高台に至るが、おおむね平らである。メッター川の上流部および南の高台は農業に利用されているが、北と東は森に覆われている。

### 隣接する市町村
ゼルスハイムは、ファイインゲン・アン・デア・エンツのクライングラットバッハ地区（西）とホルハイム地区（北西）、ザクセンハイムのホーエンハスラハ地区（北）とグロースザクセンハイム地区（東）、オーバーリークシンゲン（南）と境を接する。

### 廃村
町域内に、廃村となったシュピンデルホーフェンが含まれる。

### 土地利用
| 土地用途別面積     | 面積 (km2) | 占有率 |
| ------------------ | ---------- | ------ |
| 住宅地および空き地 | 0.70       | 6.1 %  |
| 産業用地           | 0.41       | 3.6 %  |
| レジャー用地       | 0.27       | 2.4 %  |
| 交通用地           | 0.82       | 7.1 %  |
| 農業用地           | 5.11       | 44.5 % |
| 森林               | 3.79       | 33.0 % |
| 水域               | 0.07       | 0.7 %  |
| その他の用地       | 0.31       | 2.7 %  |
| 合計               | 11.48      |        |

州統計局の2018年現在のデータによる。

## 歴史
荘園と道路の遺構は、ローマ時代にはすでにこの町域内に人が住んでいたことを示している。「ザロの家」を意味する現在の集落は、792年にロルシュ修道院の寄進台帳に Saraesheim という表記で初めて記録されている。この集落の所有者は何度も交替し、1100年頃にはヒルザウ修道院が所有者であった。町の紋章のクーゲル（球型図形）は、これに由来する。
中世になってファイインゲン伯が高権を有していたが、1360年にこの家門が断絶した後はヴュルテンベルク家がこれを獲得した。領主権は、レーエン領主のザクセンハイム家を介して行使された。ヘムシュタット家やラントシャット・フォン・シュタイナハ家といった貴族家や修道院もこの村に土地を有していた。1436年、この村の十分の一がヴュルテンベルクの支配下に置かれた。ザクセンハイム家が断絶し、他の所領を獲得したため、この村は1589年から完全にヴュルテンベルク領に属すこととなり、初めはアムト・グリューリンゲン、その後アムト・グロースザクセンハイムに組み込まれた。
中世の村は、メッター川とアイシュバッハ川との間の三角州に位置し、そのやや東で両河川は合流していた。村は木柵で囲まれていた。3つの門、ミュール門、オーベーレ門またはファイインガー門、およびシュロス通りの南端にあったグレーニンガー門またはシャーフ門が外に通じていた。
三十年戦争でゼルスハイムはほぼ完全に無人となった。800人の住民のうち、残ったのはわずか50人であった。およそ1年後にやっと元の人口にまで復した。1806年頃のヴュルテンベルク行政の再編成により、この村はオーバーアムト・ビーティヒハイムに属したが、すぐ後にオーバーアムト・ファイインゲンに移管され、後にファイインゲン郡に所属した。
1853年のヴュルテンベルク西部線建設に伴い、工業化がゼルスハイムに訪れ、住民が町外にある企業で働く新しい機会をもたらした。ゼルスハイムは主に住宅地であった。ゼルスハイム駅はクライングラットバッハへ向かう街道沿いの郊外に設けられた。1863年にはファイインゲン＝ゼルスハイム駅と改名された。
1905年にゼルスハイムの近くに駅が設けられた。この駅は町の中心部からやや南側の斜面に設けられた。駅周辺に新しい住宅地が開発され、これ以後集落の重心は少し移動した。
第一次世界大戦で49人、第二次世界大戦では119人のゼルスハイム住民が死亡した。戦後、人口の約1/4に相当する故郷を逐われた人々が流入した。
第二次世界大戦後、町は主に南に向かって拡大した。アイシュバッハ川両岸や駅の北側にアウフ・デム・キース住宅地（1950年）、ホーホハルター住宅地（1950/60年）、オーバーリークシンガー通り西住宅地（1966/70年、1973年）、ヴァルデック住宅地（1973/76年）、アルター・シュポルトプラッツ住宅地（1976年から）が開発された。ゼルスハイム北部には、イム・ゾンマーライン住宅地（1965/68年）やオプ・デア・ミューレ住宅地（1966/70年）が設けられた。西武産業地区は1950年代初めに成立した。
1973年の郡の再編により、この町はルートヴィヒスブルク郡に編入された。同時に行われた市町村再編により、ファイインゲン・アン・デア・エンツへの合併の可能性が議論され、町の独立性が脅かされた。この計画から逃れるためにゼルスハイムは、より小さな隣接都市オーバーリークシンゲンとの合併を模索した。この努力は失敗に終わったが、ファイインゲンとの行政共同体という形で独立性は保たれた。1970年から1990年までの間に人口は 1/3 程度増加した。
1984年にゼルスハイムはイタリアの町カナーレと姉妹自治体協定を締結した。ゼルスハイムは1989年に贈り物としてカナーレの Valle delle Rocche に湿地のビオトープを設けた。これによりゼルスハイムは欧州評議会の栄誉旗を授与された。
ゼルスハイムの歴史上の表記には以下のものがある: Saraesheim（8世紀）、Sarawasheim（9世紀）、Sarssheim（12世紀）、Sarweshein（13世紀）、Saerwishein（14世紀）、Serwsshein（15世紀）、Sershain（16世紀）、Seresheimb（17世紀）、Serssheim（18世紀）、Sersheim（19世紀以降）。
この町はシュヴァーベン方言で「Sersse」と呼ばれる。

## 住民

### 宗教
ヴュルテンベルクの宗教改革以後、ゼルスハイムは主に福音主義の町であった。地方教会組織の他に、福音主義メソジスト教会や自由教会「イェズス＝センター」がある。また、ローマ＝カトリック教会、新使徒教会、エホバの証人もこの町で活動している。

## 行政

### 首長
ゼルスハイムの町長はユルゲン・ショルツである。

### 議会
ゼルスハイムの町議会議員は14議席である。町議会は、選出された名誉職の町議会議員と議長を務める町長で構成されている。町長は町議会において投票権を有している。

### 紋章と旗
ゼルスハイムの紋章は、金地で、赤い水牛の角。角の間に3つの赤い球（上から1:2に配置）が描かれている。水牛の角は、1561年まで村の統治権を有していたザクセンハイム家を表している。3つの球の意味は明らかでない。12世紀初めからゼルスハイムに所領を有していたヒルザウ修道院の聖ニコラウスのアトリビュートとして描かれているという説がある。この紋章の成立時期は明らかでないが、遅くとも19世紀の初めには用いられていた。現在の形の紋章は、1955年12月2日の町議会の決定により定められた。
この町は、1980年10月9日にルートヴィヒスブルク郡行政府により赤 - 黄の配色の旗が認可された。

### 姉妹自治体
- カナーレ（イタリア、ピエモンテ州）1984年[6]

## 文化と見所

### 建築

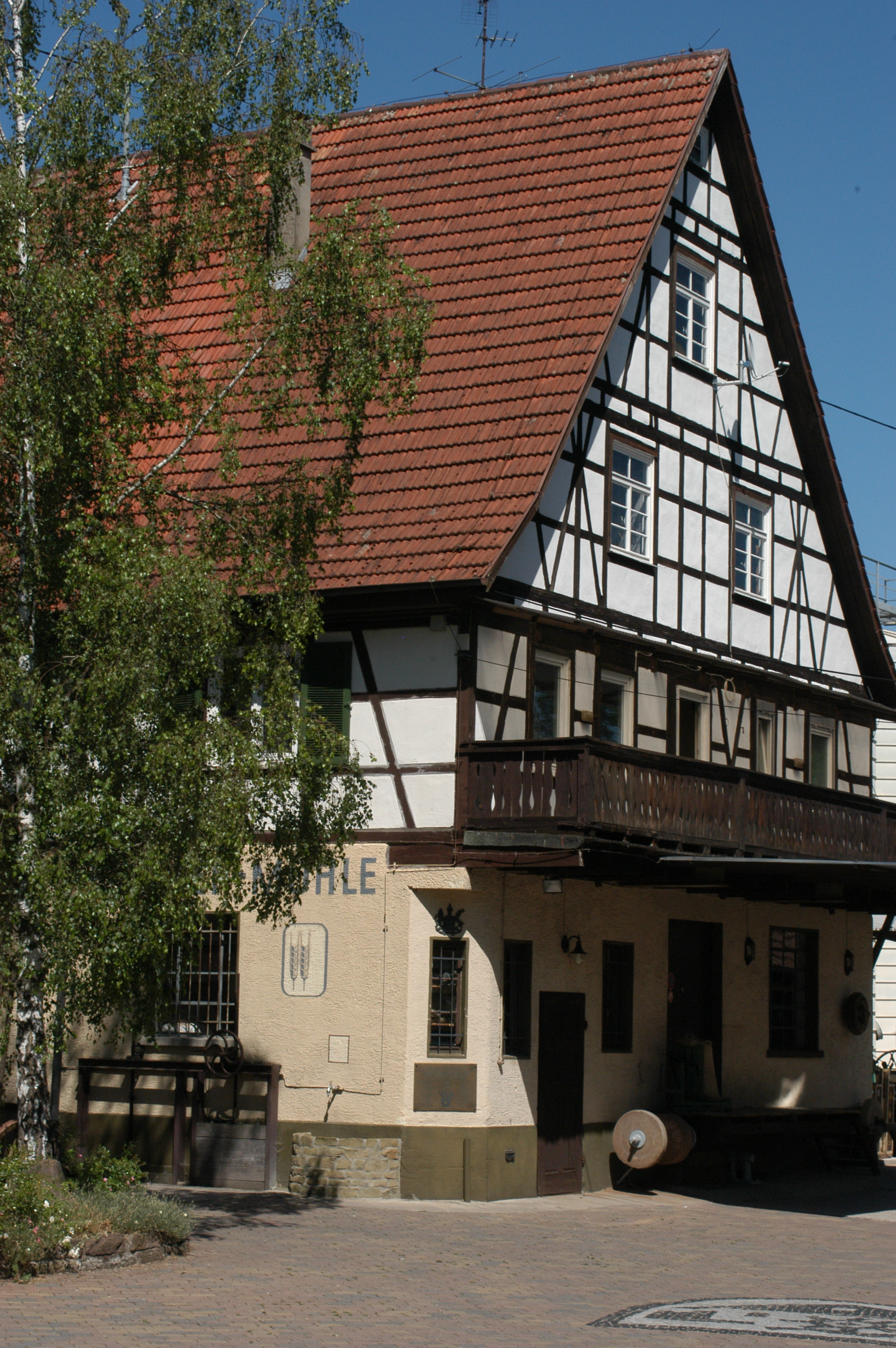
フェスラー・ミューレ

古い町の中心部は、ファイインガー通り、ゼダン通り、メッターヴェークを境界とし、シュロス通り周辺に集中しており、ここには重要な建物も存在している。通りの名前（直訳: 城館通り）は、1479年に建設されたウンテーレ・シュレッスレ（直訳: 下の小城館）にちなんだものであるが、この城は波乱に富んだ歴史の末、城壁跡だけが遺された。1988年と1992年にこの城の敷地内に新しい町役場と公民館が建設された。
この他の町の歴史と深く関わる建物が、シュロス通りの福音主義教区教会である。その起源は11世紀にまで遡り、塔の一部にその遺構が用いられている。1753年に身廊が新たに建設され、これにより大きく拡張された。
1568年に建設されたオーベーレ・シュレッスレ（直訳: 上の小城館）はバックガッセにある。ヴィドゥムホーフは大きな歴史的な農家で、16世紀から18世紀に村の牧師に仕えており、その後も特別な権利を有していた。
フェスラー・ミューレ（ウンテーレ・ミューレとも呼ばれる）は、歴史的な水車小屋で、遅くとも14世紀に最初の記録が遺されている。少なくとも同じ程度に古いオーベーレ・ミューレは1934年に焼失した。現在その跡地には1942/43年に建設されたミューレ・グラウが建っている。

### 博物館
ゼルスハイムの博物館施設としては、シュトリヒ＝シャペル＝ツィンマーと公民館の鍛冶博物館がある。

### 年中行事
2年に1度6月末に、町とクラブが共同で Luggeles-Feschd を開催している。この名称は、ゼルスハイム住民に対するあだ名（Luggele = ヒヨコ）に由来する。これは、この町の構造が、「ニワトリ（教会）の周りのヒヨコ」のように密集していることからこう呼ばれるようになったとされている。このニックネームの由来には別の説がある。ゼルスハイム方言では "hier"（「ここ」） を "hear" と発音した。これは他の地区では「ニワトリ」を意味する語であった。ゼルスハイム住民が教会で「Herr, wir sind hier」（主よ、私たちはここにいます）と唱えると、他の町の住民には「Herr, mir send hear」すなわち「主よ、私たちはニワトリです」と聞こえた。ニワトリがヒヨコに替わるのに時間はかからなかった。
町のトラクタープリング・クラブが開催する「トレッカー・トレック」も開催されている。5月の第1週末には、プラットフスインディアナーのキャンプを伴う黒色火薬射撃が行われる。2年ごとの11月に、シュロス通りで日曜芸術家市を含むクレーマーマルクト（露天市）が開催される。

### スポーツ
この町には、屋外テニスコート、多目的体育館、体操ホール、芝の競技場、学校スポーツ施設、広い芝生広場がある。さらに、スポーツセンターには2面のビーチバレー・コートとクロスカントリー・コースが設けられている。この他にボルツ場や祝祭広場もある。
2005年に砂地の広場が芝生広場に改修された。陸上競技施設も完全に新しく造られた。

## 経済と社会資本

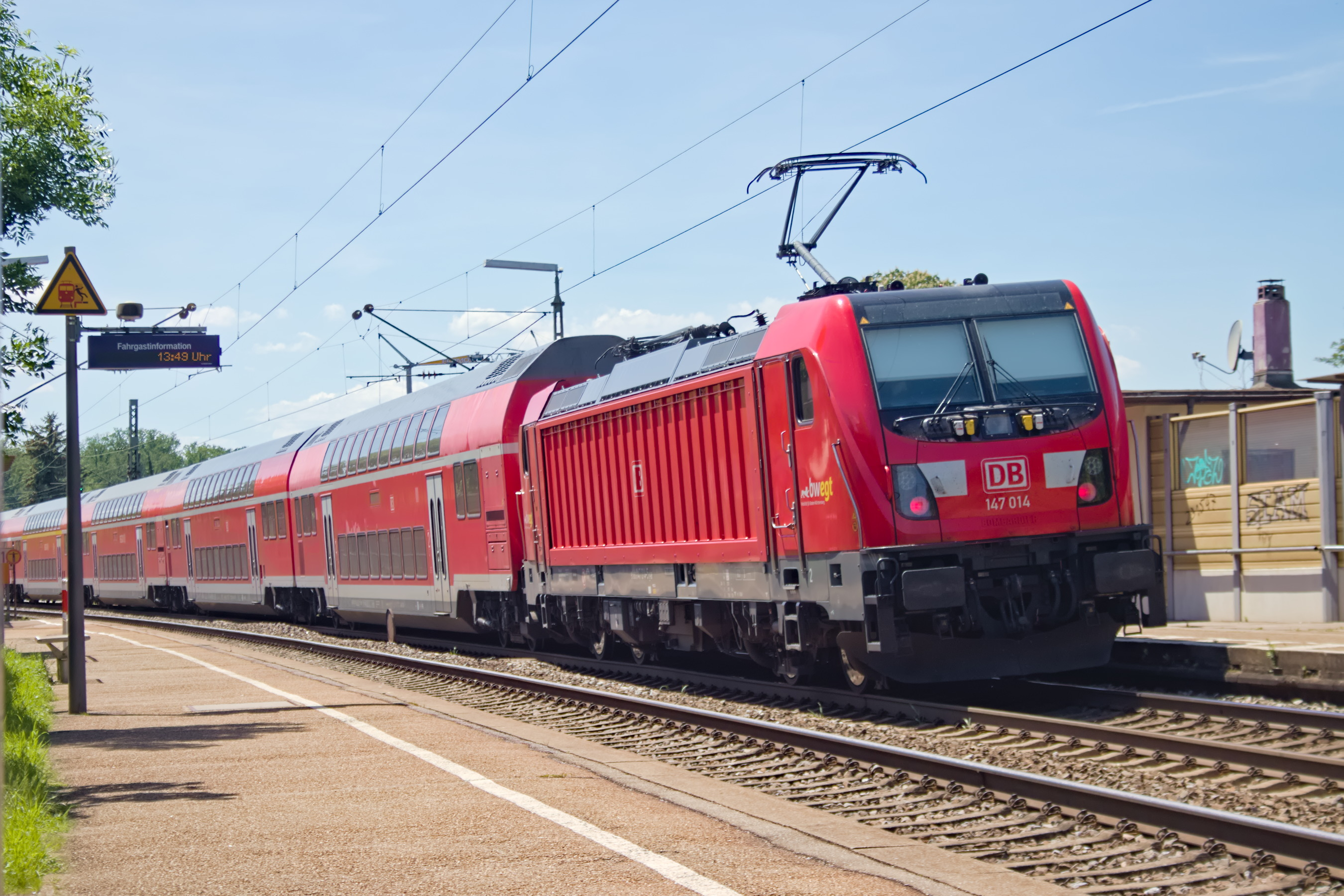
ゼルスハイム駅のカールスルーエ行きレギオナルエクスプレス

### 交通
1853年に、ビーティヒハイムとブルッフザールとを結ぶ王立ヴュルテンベルク邦有鉄道の西部線が建設され、この町は鉄道に接続した。シュトゥットガルト方面へは1時間ごとにレギオナルエクスプレスの列車が運行し、反対側は2時間ごとにハイデルベルク行きまたはカールスルーエ行きが運行している。ミュールアッカーまでは両路線は共通なので1時間ごとに利用できる。さらに、ゼルスハイムはカールスルーエ・シュタットバーン S5号線沿いにあり、平日は1時間ごと、週末は2時間ごとに発着する。
近隣の集落であるクライングラットバッハ、ホルハイム、グロースザクセンハイムへは州道が、ホーエンハスラハやオーバーリークシンゲンへは郡道が通っている。
広域自転車道のシュトロムベルク＝ムルタール＝ヴェークがゼルスハイムを通っている。

### 地元企業
アイシュバッハ産業地区およびホーフエッカー産業地区には、たとえば、フォンタニス・ミネラルブルネン GmbH や ALWA ミネラルブルネン GmbH（ともにミネラルウォーターの瓶詰め会社）、フリューヴェ・フルフトザフト GmbH（ジュースメーカー。本社はカールスルーエ）、アルケロール・ミットタール（金属および特殊鋼加工）、メタル・ウント・フェンスターバウ・モーツァー、シュタンツヴェルク・グラウ、ゲトレンケハンデル・アッカーマン、REVEN（建設技術）といった会社がある。
アイヒヴァルト産業地区は、かつてのアメリカ軍レーダー基地に設けられた産業地区で、ザクセンハイム、オーバーリークシンゲン、ビーティヒハイム＝ビシンゲンと共同で運営している。2005年11月、ここにヴィンケルス・ゲツレンケ・ロジスティーク GmbH の飲料品流通センターが建設された。この企業は、約1500万ユーロを投資して、5万 m2 の敷地に 17,500 m2 の建屋を建設した。47か所の積荷ホームで、飲料輸送用トラックに積み卸しが可能である。この産業地区のために、（グロース）ザクセンハイムの入り口からゼルスハイムの出口までのバイパス道路も建設された。このバイパス道路は、2006年7月22日から23日に産業地区とともに完成した。
ゼルスハイムには工業分野以外の企業もある: フェスラー（製粉、パン製造、スポーツスタジオ）、Fa. アウト＝マイゼル（自動車販売）。

### メディア
毎週水曜日に、タウンマガジン「s' ブレットレ」が刊行されている。

### 教育
ゼルスハイムには、を有する基礎課程・本課程・ヴェルクレアルシューレ課程学校の「ホーフエッカーシューレ」がある。2006年11月から、週に3日全日制の授業を行っている。また、博物館が2つある。シュトリヒ＝シャペル＝ツィンマーと鍛冶屋博物館である。

## 関連図書
- Ulrich Hartmann, ed (1994). Der Kreis Ludwigsburg (2 ed.). Stuttgart: Konrad Theiss Verlag. ISBN 978-3-8062-1055-2
- Natur und Landschaft in Sersheim. Stuttgart: Thienemann-Verlag. (1990)
- Anneliese Hildebrand; Annette Kunze (1992). Sersheimer Ansichten. Heimsheim: Jost-Jetter-Verlag
- Sersheim Geschichte und Geschichten. Stuttgart: Aldus-Verlag. (1992)
- Sersheim Ein Jahrhundert in Bildern. Vaihingen/Enz: IPA-Verlag. (2005)

### 訳注
1. ↑  "ヴェルクレアルシューレ (ドイツ語: Werkrealschule) は、ドイツ内でもバーデン＝ヴュルテンベルク州特有の学校形態で、本課程学校の第9または第10学年修了の生徒から選抜で第10学年以降の中等教育クラスに進学できる制度およびその課程